# Eve Angel
Eve Angel (születési nevén Dobos Éva; Budapest, 1983. május 19. –) magyar pornószínésznő.

## Életrajz
18 éves kora óta szerepel pornófilmekben. Kezdetben csak heteroszexuális pornófilmekben szerepelt, azonban Égerházi Zsanett hatására leszbikus pornófilmekre állt át. Elsősorban a Private és a Hustler felnőttfilmjeiben látható. Jelenleg Gödöllőn él, házas, egy gyermeke van.
2009-ben elnyerte az AVN-díjat a „legjobb külföldi női szereplő” kategóriában.